# Campeonato de Tercera División 1961 (Argentina)
El Campeonato de Tercera División 1961 fue la undécima temporada del certamen de la cuarta categoría del fútbol argentino. Se disputó entre el 13 de mayo y el 17 de diciembre de 1961.
Los nuevos participantes fueron Sportivo Palermo, descendido de la Segunda División 1960 y los 7 equipos que ese año se afiliaron a la Asociación del Fútbol Argentino: Arsenal de Sarandí, Defensores de Corrientes, Ferrocarril Midland, Ituzaingó, Luján, Piraña y Villa Dálmine.
El certamen consagró campeón por primera vez al flamante afiliado Villa Dálmine, que obtuvo el único ascenso de la temporada.

## Ascensos y descensos
| Pos. | Ascendidos de la Tercera División 1960 |
| ---- | -------------------------------------- |
| 1º   | Defensores de Cambaceres               |

| Pos. | Descendidos de la Segunda División 1960 |
| ---- | --------------------------------------- |
| 18º  | Estudiantes (BA)                        |

| \| Equipos Afiliados \| \| ------------------------ \| \| Arsenal de Sarandí \| \| Defensores de Corrientes \| \| Ferrocarril Midland \| \| Ituzaingó \| \| Luján \| \| Piraña \| \| Villa Dálmine \| |
| Equipos Afiliados |
| Arsenal de Sarandí |
| Defensores de Corrientes |
| Ferrocarril Midland |
| Ituzaingó |
| Luján |
| Piraña |
| Villa Dálmine |

## Formato
Los equipos se dividieron en dos zonas de 12 equipos cada una, en las cuales se enfrentaron bajo el sistema de todos contra todos a 2 ruedas. Los tres equipos mejor ubicados de cada zona clasificaron a un hexagonal final.
En el hexagonal se enfrentaron bajo el sistema de todos contra todos a una sola rueda. El equipo con mayor puntaje se consagró campeón y obtuvo el ascenso.
No hubo otros ascensos ni desafiliaciones.

## Equipos participantes
| Equipo                   | Ciudad          | Estadio              |
| ------------------------ | --------------- | -------------------- |
| 9 de Julio               | Merlo           | No posee             |
| Arsenal                  | Sarandí         | Ateneo Sarandí       |
| Central Argentino        | San Martín      | Central Argentino    |
| Centro Español           | Villa Sarmiento | Pepirí y Arana       |
| Comunicaciones           | Buenos Aires    | No posee             |
| Defensores de Almagro    | Buenos Aires    | No posee             |
| Defensores de Corrientes | Buenos Aires    | No posee             |
| Estudiantes (BA)         | Caseros         | No posee             |
| Fénix                    | Buenos Aires    | Concepción Arenal    |
| Ferrocarril Midland      | Libertad        | Ciudad de Libertad   |
| General Lamadrid         | Buenos Aires    | General Lamadrid     |
| Ituzaingó                | Ituzaingo       | Pacheco y Acosta     |
| J.J. Urquiza             | Caseros         | Kelsey y Bonifacini  |
| Juventud de Bernal       | Bernal          | Caseros y Almafuerte |
| Juventud Unida           | San Miguel      | No posee             |
| La Paternal              | Buenos Aires    | No posee             |
| Luján                    | Luján           | Municipal de Luján   |
| Macabi                   | Buenos Aires    | No posee             |
| Muñiz                    | Muñiz           | No posee             |
| Pilar                    | Pilar           | San Juan y Córdoba   |
| Piraña                   | Buenos Aires    | No posee             |
| Porteño AC               | Gral. Rodríguez | Porteño AC           |
| Sportivo Palermo         | Buenos Aires    | No posee             |
| Villa Dálmine            | Campana         | Mitre y Puccini      |

### Distribución geográfica de los equipos
| Región                                   | Cant. | Equipos |
| ---------------------------------------- | ----- | --- |
| Conurbano bonaerense                     | 12    | 9 de Julio, Arsenal de Sarandí, Central Argentino, Centro Español, Estudiantes (BA), Ferrocarril Midland, Ituzaingó, J.J. Urquiza, Juventud de Bernal, Juventud Unida, Muñiz y Pilar |
| Ciudad de Buenos Aires                   | 9     | Comunicaciones, Defensores de Almagro, Defensores de Corrientes, Fénix, General Lamadrid, La Paternal, Macabi, Piraña y Sportivo Palermo                                             |
| Interior de la provincia de Buenos Aires | 3     | Luján, Porteño AC y Villa Dálmine |

## Tabla de posiciones

### Zona A
| Pos. | Equipo                   | Pts. | PJ | PG | PE | PP | GF | GC | Dif. |
| ---- | ------------------------ | ---- | -- | -- | -- | -- | -- | -- | ---- |
| 1.º  | Arsenal de Sarandí       | 38   | 22 | 17 | 4  | 1  | 71 | 28 | 43   |
| 2.º  | Fénix                    | 35   | 22 | 16 | 3  | 3  | 58 | 27 | 31   |
| 3.º  | Estudiantes (BA)         | 31   | 22 | 13 | 5  | 4  | 60 | 32 | 28   |
| 4.º  | Piraña                   | 28   | 22 | 12 | 4  | 6  | 51 | 29 | 22   |
| 5.º  | Juventud de Bernal       | 27   | 22 | 12 | 3  | 7  | 49 | 32 | 17   |
| 6.º  | Centro Español           | 25   | 22 | 11 | 3  | 8  | 52 | 39 | 13   |
| 7.º  | Comunicaciones           | 20   | 22 | 7  | 6  | 9  | 46 | 48 | −2   |
| 8.º  | Macabi                   | 18   | 22 | 7  | 4  | 11 | 42 | 45 | −3   |
| 9.º  | Ferrocarril Midland      | 16   | 22 | 6  | 4  | 12 | 43 | 52 | −9   |
| 10.º | General Lamadrid         | 12   | 22 | 5  | 2  | 15 | 35 | 57 | −22  |
| 11.º | Sportivo Palermo         | 8    | 22 | 4  | 0  | 18 | 26 | 71 | −45  |
| 12.º | Defensores de Corrientes | 6    | 22 | 2  | 2  | 18 | 22 | 95 | −73  |

|  | Clasificó al Hexagonal Final por el campeonato |

### Zona B
| Pos. | Equipo                | Pts. | PJ | PG | PE | PP | GF | GC | Dif. |
| ---- | --------------------- | ---- | -- | -- | -- | -- | -- | -- | ---- |
| 1.º  | Villa Dálmine         | 42   | 22 | 21 | 0  | 1  | 80 | 15 | 65   |
| 2.º  | J.J. Urquiza          | 29   | 22 | 12 | 5  | 5  | 46 | 29 | 17   |
| 3.º  | Defensores de Almagro | 29   | 22 | 13 | 3  | 6  | 44 | 31 | 13   |
| 4.º  | Pilar                 | 28   | 22 | 13 | 2  | 7  | 40 | 29 | 11   |
| 5.º  | Porteño AC            | 26   | 22 | 10 | 6  | 6  | 58 | 44 | 14   |
| 6.º  | Central Argentino     | 24   | 22 | 10 | 4  | 8  | 57 | 49 | 8    |
| 7.º  | Ituzaingó             | 20   | 22 | 9  | 2  | 11 | 48 | 47 | 1    |
| 8.º  | Juventud Unida        | 18   | 22 | 8  | 2  | 12 | 36 | 51 | −15  |
| 9.º  | Luján                 | 15   | 22 | 5  | 5  | 12 | 25 | 43 | −18  |
| 10.º | Muñiz                 | 14   | 22 | 4  | 6  | 12 | 50 | 61 | −11  |
| 11.º | 9 de Julio            | 11   | 22 | 3  | 5  | 14 | 32 | 74 | −42  |
| 12.º | La Paternal           | 8    | 22 | 2  | 4  | 16 | 30 | 73 | −43  |

|  | Clasificó al Hexagonal Final por el campeonato |

## Hexagonal Final

### Tabla de posiciones
| Pos. | Equipo                | Pts. | PJ | PG | PE | PP | GF | GC | Dif. |
| ---- | --------------------- | ---- | -- | -- | -- | -- | -- | -- | ---- |
| 1.º  | Villa Dálmine         | 8    | 5  | 4  | 0  | 1  | 17 | 5  | 12   |
| 2.º  | Arsenal de Sarandí    | 8    | 5  | 4  | 0  | 1  | 13 | 8  | 5    |
| 3.º  | Fénix                 | 7    | 5  | 3  | 1  | 1  | 18 | 13 | 5    |
| 4.º  | Defensores de Almagro | 3    | 5  | 1  | 1  | 3  | 9  | 18 | −9   |
| 5.º  | J.J. Urquiza          | 2    | 5  | 1  | 0  | 4  | 6  | 11 | −5   |
| 6.º  | Estudiantes (BA)      | 2    | 5  | 1  | 0  | 4  | 8  | 16 | −8   |

|  | Disputaron un desempate para determinar al campeón |

### Desempate por el campeonato
| Villa Dálmine                                                                           | 2 - 0 | Arsenal de Sarandí | Barragán y Gaona | 9 de diciembre  |
| Arsenal de Sarandí                                                                      | 2 - 4 | Villa Dálmine      | La Bombonera     | 17 de diciembre |
| Villa Dálmine se consagró campeón con un global de 6-2 y ascendió a la Segunda División |       |                    |                  |                 |

## Resultados

### Zona A
| Arsenal de Sarandí       | 1 - 1 | Piraña             | Ateneo Sarandí    | 13 de mayo |
| Comunicaciones           | 8 - 3 | Sportivo Palermo   | Concepción Arenal | 13 de mayo |
| Defensores de Corrientes | 0 - 5 | Juventud de Bernal | Isla Maciel       | 13 de mayo |
| Estudiantes (BA)         | 3 - 1 | General Lamadrid   | Tres de Febrero   | 13 de mayo |
| Ferrocarril Midland      | 1 - 2 | Fénix              | Central Argentino | 13 de mayo |
| Macabi                   | 1 - 2 | Centro Español     | Atlanta           | 13 de mayo |

| Arsenal de Sarandí | 4 - 0 | Defensores de Corrientes | Ateneo Sarandí           | 20 de mayo |
| Centro Español     | 6 - 1 | Ferrocarril Midland      | Pepirí y Arana           | 20 de mayo |
| Fénix              | 0 - 1 | Juventud de Bernal       | Concepción Arenal        | 20 de mayo |
| Piraña             | 1 - 0 | Comunicaciones           | Lacarra y Barros Pazos   | 20 de mayo |
| Sportivo Palermo   | 1 - 3 | Estudiantes (BA)         | Manuela Pedraza y Crámer | 20 de mayo |
| General Lamadrid   | 3 - 3 | Macabi                   | General Lamadrid         | 20 de mayo |

| Comunicaciones           | 0 - 4 | Arsenal de Sarandí | Concepción Arenal    | 3 de junio |
| Defensores de Corrientes | 1 - 1 | Fénix              | Isla Maciel          | 3 de junio |
| Ferrocarril Midland      | 3 - 1 | General Lamadrid   | Ciudad de Libertad   | 3 de junio |
| Juventud de Bernal       | 4 - 0 | Centro Español     | Caseros y Almafuerte | 3 de junio |
| Macabi                   | 5 - 1 | Sportivo Palermo   | Atlanta              | 3 de junio |
| Estudiantes (BA)         | 0 - 0 | Piraña             | Tres de Febrero      | 4 de junio |

| Arsenal de Sarandí | 4 - 1 | Estudiantes (BA)         | Ateneo Sarandí         | 10 de junio |
| Centro Español     | 1 - 0 | Fénix                    | Pepirí y Arana         | 10 de junio |
| Comunicaciones     | 0 - 0 | Defensores de Corrientes | Concepción Arenal      | 10 de junio |
| General Lamadrid   | 0 - 1 | Juventud de Bernal       | General Lamadrid       | 10 de junio |
| Piraña             | 2 - 2 | Macabi                   | Lacarra y Barros Pazos | 10 de junio |
| Sportivo Palermo   | 0 - 2 | Ferrocarril Midland      | El Gasómetro           | 11 de junio |

| Defensores de Corrientes | 3 - 2 | Centro Español     | De Los Inmigrantes       | 17 de junio |
| Estudiantes (BA)         | 4 - 2 | Comunicaciones     | Tres de Febrero          | 17 de junio |
| Fénix                    | 6 - 2 | General Lamadrid   | Concepción Arenal        | 17 de junio |
| Ferrocarril Midland      | 1 - 0 | Piraña             | Pacheco y Mariano Acosta | 17 de junio |
| Juventud de Bernal       | 4 - 0 | Sportivo Palermo   | Caseros y Almafuerte     | 17 de junio |
| Macabi                   | 1 - 3 | Arsenal de Sarandí | Atlanta                  | 17 de junio |

| Arsenal de Sarandí | 2 - 2  | Ferrocarril Midland      | Ateneo Sarandí         | 20 de junio |
| Estudiantes (BA)   | 10 - 2 | Defensores de Corrientes | Tres de Febrero        | 20 de junio |
| General Lamadrid   | 1 - 0  | Centro Español           | General Lamadrid       | 20 de junio |
| Piraña             | 4 - 1  | Juventud de Bernal       | Lacarra y Barros Pazos | 20 de junio |
| Comunicaciones     | 0 - 2  | Macabi                   | Concepción Arenal      | 24 de junio |
| Sportivo Palermo   | 1 - 2  | Fénix                    | Isla Maciel            | 24 de junio |

| Centro Español           | 3 - 0 | Sportivo Palermo   | Pepirí y Arana       | 2 de julio |
| Defensores de Corrientes | 1 - 4 | General Lamadrid   | De Los Inmigrantes   | 2 de julio |
| Fénix                    | 2 - 0 | Piraña             | Concepción Arenal    | 2 de julio |
| Ferrocarril Midland      | 4 - 4 | Comunicaciones     | Ciudad de Libertad   | 2 de julio |
| Juventud de Bernal       | 3 - 4 | Arsenal de Sarandí | Caseros y Almafuerte | 2 de julio |
| Macabi                   | 0 - 1 | Estudiantes (BA)   | Atlanta              | 2 de julio |

| Estudiantes (BA)   | 5 - 2 | Ferrocarril Midland      | Tres de Febrero        | 9 de julio |
| Arsenal de Sarandí | 1 - 2 | Fénix                    | Ateneo Sarandí         | 9 de julio |
| Comunicaciones     | 0 - 3 | Juventud de Bernal       | Concepción Arenal      | 9 de julio |
| Macabi             | 0 - 1 | Defensores de Corrientes | Atlanta                | 9 de julio |
| Piraña             | 2 - 2 | Centro Español           | Lacarra y Barros Pazos | 9 de julio |
| Sportivo Palermo   | 1 - 2 | General Lamadrid         | Isla Maciel            | 9 de julio |

| Centro Español           | 0 - 2 | Arsenal de Sarandí | Pepirí y Arana       | 15 de julio |
| Defensores de Corrientes | 0 - 1 | Sportivo Palermo   | Malaver y Posadas    | 15 de julio |
| Fénix                    | 5 - 1 | Comunicaciones     | Concepción Arenal    | 15 de julio |
| Ferrocarril Midland      | 1 - 2 | Macabi             | Ciudad de Libertad   | 15 de julio |
| General Lamadrid         | 0 - 5 | Piraña             | General Lamadrid     | 15 de julio |
| Juventud de Bernal       | 1 - 1 | Estudiantes (BA)   | Caseros y Almafuerte | 15 de julio |

| Arsenal de Sarandí  | 5 - 3 | General Lamadrid         | Ateneo Sarandí         | 22 de julio  |
| Comunicaciones      | 2 - 3 | Centro Español           | Concepción Arenal      | 22 de julio  |
| Estudiantes (BA)    | 2 - 2 | Fénix                    | Nueva Chicago          | 22 de julio  |
| Macabi              | 0 - 3 | Juventud de Bernal       | Defensores de Belgrano | 22 de julio  |
| Piraña              | 5 - 0 | Sportivo Palermo         | Lacarra y Barros Pazos | 22 de julio  |
| Ferrocarril Midland | 4 - 1 | Defensores de Corrientes | Ciudad de Libertad     | 17 de agosto |

| Centro Español           | 0 - 3 | Estudiantes (BA)    | Pepirí y Arana       | 29 de julio |
| Defensores de Corrientes | 1 - 3 | Piraña              | Malaver y Posadas    | 29 de julio |
| Fénix                    | 3 - 0 | Macabi              | Concepción Arenal    | 29 de julio |
| General Lamadrid         | 1 - 2 | Comunicaciones      | General Lamadrid     | 29 de julio |
| Juventud de Bernal       | 3 - 0 | Ferrocarril Midland | Caseros y Almafuerte | 29 de julio |
| Sportivo Palermo         | 0 - 2 | Arsenal de Sarandí  | Olavarría y Luna     | 29 de julio |

| Centro Español     | 5 - 4 | Macabi                   | Pepirí y Arana         | 5 de agosto |
| Fénix              | 4 - 1 | Ferrocarril Midland      | Concepción Arenal      | 5 de agosto |
| General Lamadrid   | 1 - 2 | Estudiantes (BA)         | General Lamadrid       | 5 de agosto |
| Juventud de Bernal | 6 - 1 | Defensores de Corrientes | Caseros y Almafuerte   | 5 de agosto |
| Piraña             | 1 - 2 | Arsenal de Sarandí       | Lacarra y Barros Pazos | 5 de agosto |
| Sportivo Palermo   | 0 - 3 | Comunicaciones           | Villa Sahores          | 5 de agosto |

| Comunicaciones           | 4 - 1 | Piraña             | General Lamadrid     | 12 de agosto |
| Defensores de Corrientes | 1 - 3 | Arsenal de Sarandí | Malaver y Posadas    | 12 de agosto |
| Estudiantes (BA)         | 2 - 0 | Sportivo Palermo   | Tres de Febrero      | 12 de agosto |
| Ferrocarril Midland      | 0 - 0 | Centro Español     | Ciudad de Libertad   | 12 de agosto |
| Juventud de Bernal       | 1 - 2 | Fénix              | Caseros y Almafuerte | 12 de agosto |
| Macabi                   | 3 - 2 | General Lamadrid   | Atlanta              | 12 de agosto |

| Arsenal de Sarandí | 1 - 1 | Comunicaciones           | Ateneo Sarandí       | 19 de agosto |
| Centro Español     | 5 - 0 | Juventud de Bernal       | Pepirí y Arana       | 19 de agosto |
| Fénix              | 7 - 1 | Defensores de Corrientes | Concepción Arenal    | 19 de agosto |
| General Lamadrid   | 0 - 1 | Ferrocarril Midland      | General Lamadrid     | 19 de agosto |
| Piraña             | 1 - 0 | Estudiantes (BA)         | Timote y Castro      | 19 de agosto |
| Sportivo Palermo   | 3 - 2 | Macabi                   | Caseros y Almafuerte | 19 de agosto |

| Fénix                    | 4 - 2 | Centro Español     | Concepción Arenal    | 24 de agosto |
| Defensores de Corrientes | 1 - 2 | Comunicaciones     | Ateneo Sarandí       | 26 de agosto |
| Estudiantes (BA)         | 2 - 5 | Arsenal de Sarandí | Médanos y Boyacá     | 26 de agosto |
| Juventud de Bernal       | 1 - 0 | General Lamadrid   | Caseros y Almafuerte | 26 de agosto |
| Ferrocarril Midland      | 1 - 3 | Sportivo Palermo   | Ciudad de Libertad   | 27 de agosto |
| Macabi                   | 1 - 4 | Piraña             | Atlanta              | 27 de agosto |

| Arsenal de Sarandí | 4 - 1 | Macabi                   | Ateneo Sarandí    | 2 de septiembre |
| Centro Español     | 7 - 2 | Defensores de Corrientes | Pepirí y Arana    | 2 de septiembre |
| Comunicaciones     | 2 - 2 | Estudiantes (BA)         | Concepción Arenal | 2 de septiembre |
| General Lamadrid   | 1 - 3 | Fénix                    | General Lamadrid  | 2 de septiembre |
| Piraña             | 3 - 1 | Ferrocarril Midland      | La Estancia       | 2 de septiembre |
| Sportivo Palermo   | 2 - 4 | Juventud de Bernal       | Isla Maciel       | 2 de septiembre |

| Centro Español           | 3 - 3 | General Lamadrid   | Pepirí y Arana       | 9 de septiembre |
| Defensores de Corrientes | 1 - 6 | Estudiantes (BA)   | Malaver y Posadas    | 9 de septiembre |
| Fénix                    | 2 - 1 | Sportivo Palermo   | Concepción Arenal    | 9 de septiembre |
| Ferrocarril Midland      | 2 - 2 | Arsenal de Sarandí | Ciudad de Libertad   | 9 de septiembre |
| Juventud de Bernal       | 1 - 2 | Piraña             | Caseros y Almafuerte | 9 de septiembre |
| Macabi                   | 3 - 1 | Comunicaciones     | Atlanta              | 9 de septiembre |

| Arsenal de Sarandí | 2 - 0 | Juventud de Bernal       | Ateneo Sarandí             | 16 de septiembre |
| Comunicaciones     | 4 - 3 | Ferrocarril Midland      | Concepción Arenal          | 16 de septiembre |
| Estudiantes (BA)   | 2 - 2 | Macabi                   | Tres de Febrero            | 16 de septiembre |
| General Lamadrid   | 4 - 1 | Defensores de Corrientes | General Lamadrid           | 16 de septiembre |
| Piraña             | 0 - 1 | Fénix                    | Isla Maciel                | 16 de septiembre |
| Sportivo Palermo   | 1 - 4 | Centro Español           | La Roche y Almirante Brown | 16 de septiembre |

| Defensores de Corrientes | 0 - 6 | Macabi             | Malaver y Posadas    | 23 de septiembre |
| Centro Español           | 4 - 1 | Piraña             | Pepirí y Arana       | 30 de septiembre |
| Fénix                    | 3 - 5 | Arsenal de Sarandí | Concepción Arenal    | 30 de septiembre |
| Ferrocarril Midland      | 1 - 4 | Estudiantes (BA)   | Ciudad de Libertad   | 30 de septiembre |
| General Lamadrid         | 2 - 0 | Sportivo Palermo   | General Lamadrid     | 30 de septiembre |
| Juventud de Bernal       | 4 - 4 | Comunicaciones     | Caseros y Almafuerte | 30 de septiembre |

| Arsenal de Sarandí | 2 - 1 | Centro Español           | Ateneo Sarandí    | 7 de octubre |
| Comunicaciones     | 1 - 1 | Fénix                    | Chacarita Juniors | 7 de octubre |
| Estudiantes (BA)   | 3 - 0 | Juventud de Bernal       | Tres de Febrero   | 7 de octubre |
| Macabi             | 1 - 0 | Ferrocarril Midland      | Atlanta           | 7 de octubre |
| Piraña             | 3 - 2 | General Lamadrid         | Concepción Arenal | 7 de octubre |
| Sportivo Palermo   | 3 - 1 | Defensores de Corrientes | Isla Maciel       | 7 de octubre |

| Centro Español           | 1 - 0  | Comunicaciones      | Pepirí y Arana       | 14 de octubre |
| Defensores de Corrientes | 3 - 11 | Ferrocarril Midland | Malaver y Posadas    | 14 de octubre |
| Fénix                    | 3 - 1  | Estudiantes (BA)    | Concepción Arenal    | 14 de octubre |
| General Lamadrid         | 1 - 5  | Arsenal de Sarandí  | General Lamadrid     | 14 de octubre |
| Juventud de Bernal       | 1 - 1  | Macabi              | Caseros y Almafuerte | 14 de octubre |
| Sportivo Palermo         | 3 - 6  | Piraña              | Médanos y Boyacá     | 14 de octubre |

| Arsenal de Sarandí  | 8 - 2 | Sportivo Palermo         | Ateneo Sarandí     | 21 de octubre |
| Comunicaciones      | 5 - 1 | General Lamadrid         | Concepción Arenal  | 21 de octubre |
| Estudiantes (BA)    | 3 - 1 | Centro Español           | Tres de Febrero    | 21 de octubre |
| Ferrocarril Midland | 1 - 2 | Juventud de Bernal       | Ciudad de Libertad | 21 de octubre |
| Piraña              | 6 - 0 | Defensores de Corrientes | La Estancia        | 21 de octubre |
| Macabi              | 2 - 3 | Fénix                    | Atlanta            | 22 de octubre |

### Zona B
| Defensores de Almagro | 2 - 1 | La Paternal       | General Lamadrid         | 13 de mayo |
| Muñiz                 | 7 - 4 | 9 de Julio        | Sarmiento y Azcuénaga    | 13 de mayo |
| Ituzaingó             | 2 - 3 | Juventud Unida    | Pacheco y Mariano Acosta | 13 de mayo |
| J.J. Urquiza          | 1 - 2 | Villa Dálmine     | Kelsey y Bonifacini      | 13 de mayo |
| Pilar                 | 1 - 0 | Luján             | San Juan y Córdoba       | 13 de mayo |
| Porteño AC            | 3 - 1 | Central Argentino | Whelan y Sarmiento       | 13 de mayo |

| Central Argentino | 4 - 1 | 9 de Julio            | Central Argentino        | 20 de mayo |
| Ituzaingó         | 2 - 1 | Muñiz                 | Pacheco y Mariano Acosta | 20 de mayo |
| Juventud Unida    | 0 - 1 | Pilar                 | Sarmiento y Azcuénaga    | 20 de mayo |
| La Paternal       | 4 - 2 | Porteño AC            | Kelsey y Bonifacini      | 20 de mayo |
| Luján             | 0 - 0 | J.J. Urquiza          | Municipal de Luján       | 20 de mayo |
| Villa Dálmine     | 2 - 1 | Defensores de Almagro | Municipal de Campana     | 20 de mayo |

| 9 de Julio            | 2 - 2   | La Paternal       | Central Argentino     | 3 de junio |
| Defensores de Almagro | 0 - 0   | Luján             | General Lamadrid      | 3 de junio |
| Muñiz                 | 4 - 2   | Central Argentino | Sarmiento y Azcuénaga | 3 de junio |
| J.J. Urquiza          | 5 - 2   | Juventud Unida    | Kelsey y Bonifacini   | 3 de junio |
| Porteño AC            | 2 - 5   | Villa Dálmine     | Whelan y Sarmiento    | 3 de junio |
| Pilar                 | PP - GP | Ituzaingó         | San Juan y Córdoba    | 3 de junio |

| Ituzaingó      | 5 - 0 | J.J. Urquiza          | Pacheco y Mariano Acosta | 10 de junio |
| La Paternal    | 1 - 3 | Central Argentino     | Kelsey y Bonifacini      | 10 de junio |
| Luján          | 1 - 1 | Porteño AC            | Municipal de Luján       | 10 de junio |
| Pilar          | 2 - 1 | Muñiz                 | San Juan y Córdoba       | 10 de junio |
| Villa Dálmine  | 2 - 0 | 9 de Julio            | Municipal de Campana     | 10 de junio |
| Juventud Unida | 3 - 1 | Defensores de Almagro | Sarmiento y Azcuénaga    | 10 de junio |

| Central Argentino     | 1 - 5 | Villa Dálmine  | Central Argentino     | 17 de junio |
| 9 de Julio            | 1 - 1 | Luján          | Villa Sahores         | 17 de junio |
| Defensores de Almagro | 3 - 2 | Ituzaingó      | General Lamadrid      | 17 de junio |
| Muñiz                 | 3 - 2 | La Paternal    | Sarmiento y Azcuénaga | 17 de junio |
| J.J. Urquiza          | 3 - 0 | Pilar          | Kelsey y Bonifacini   | 17 de junio |
| Porteño AC            | 1 - 2 | Juventud Unida | Whelan y Sarmiento    | 17 de junio |

| Ituzaingó      | 1 - 3 | Porteño AC            | Pacheco y Mariano Acosta | 24 de junio |
| J.J. Urquiza   | 2 - 1 | Muñiz                 | Kelsey y Bonifacini      | 24 de junio |
| Juventud Unida | 5 - 1 | 9 de Julio            | Sarmiento y Azcuénaga    | 24 de junio |
| Luján          | 2 - 1 | Central Argentino     | Municipal de Luján       | 24 de junio |
| Pilar          | 2 - 3 | Defensores de Almagro | San Juan y Córdoba       | 24 de junio |
| Villa Dálmine  | 5 - 1 | La Paternal           | Mitre y Puccini          | 24 de junio |

| 9 de Julio            | 1 - 3 | Ituzaingó      | Villa Sahores         | 2 de julio |
| Central Argentino     | 4 - 2 | Juventud Unida | Central Argentino     | 2 de julio |
| Defensores de Almagro | 3 - 1 | J.J. Urquiza   | General Lamadrid      | 2 de julio |
| Muñiz                 | 2 - 4 | Villa Dálmine  | Sarmiento y Azcuénaga | 2 de julio |
| La Paternal           | 1 - 5 | Luján          | Kelsey y Bonifacini   | 2 de julio |
| Porteño AC            | 2 - 2 | Pilar          | Whelan y Sarmiento    | 2 de julio |

| Defensores de Almagro | 2 - 0 | Muñiz             | General Lamadrid         | 8 de julio |
| Juventud Unida        | 3 - 2 | La Paternal       | Sarmiento y Azcuénaga    | 8 de julio |
| Luján                 | 0 - 2 | Villa Dálmine     | Municipal de Luján       | 8 de julio |
| Ituzaingó             | 2 - 4 | Central Argentino | Pacheco y Mariano Acosta | 9 de julio |
| J.J. Urquiza          | 4 - 1 | Porteño AC        | Kelsey y Bonifacini      | 9 de julio |
| Pilar                 | 3 - 1 | 9 de Julio        | San Juan y Córdoba       | 9 de julio |

| 9 de Julio        | 3 - 3 | J.J. Urquiza          | Pacheco y Mariano Acosta | 15 de julio |
| Central Argentino | 2 - 2 | Pilar                 | Central Argentino        | 15 de julio |
| Muñiz             | 1 - 2 | Luján                 | Sarmiento y Azcuénaga    | 15 de julio |
| La Paternal       | 2 - 2 | Ituzaingó             | Kelsey y Bonifacini      | 15 de julio |
| Porteño AC        | 2 - 2 | Defensores de Almagro | Whelan y Sarmiento       | 15 de julio |
| Villa Dálmine     | 5 - 0 | Juventud Unida        | Mitre y Puccini          | 15 de julio |

| Defensores de Almagro | 0 - 1 | 9 de Julio        | General Lamadrid         | 22 de julio |
| Ituzaingó             | 1 - 2 | Villa Dálmine     | Pacheco y Mariano Acosta | 22 de julio |
| J.J. Urquiza          | 0 - 0 | Central Argentino | Kelsey y Bonifacini      | 22 de julio |
| Juventud Unida        | 2 - 0 | Luján             | Sarmiento y Azcuénaga    | 22 de julio |
| Pilar                 | 2 - 1 | La Paternal       | San Juan y Córdoba       | 22 de julio |
| Porteño AC            | 6 - 2 | Muñiz             | Whelan y Sarmiento       | 22 de julio |

| Villa Dálmine     | 2 - 0 | Pilar                 | Mitre y Puccini          | 29 de julio |
| 9 de Julio        | 2 - 2 | Porteño AC            | Pacheco y Mariano Acosta | 29 de julio |
| Central Argentino | 2 - 2 | Defensores de Almagro | Central Argentino        | 29 de julio |
| Muñiz             | 1 - 4 | Juventud Unida        | Kelsey y Bonifacini      | 29 de julio |
| La Paternal       | 1 - 1 | J.J. Urquiza          | Sarmiento y Azcuénaga    | 29 de julio |
| Luján             | 3 - 1 | Ituzaingó             | Municipal de Luján       | 29 de julio |

| 9 de Julio        | 4 - 4 | Muñiz                 | Pacheco y Mariano Acosta | 5 de agosto |
| Juventud Unida    | 2 - 4 | Ituzaingó             | Sarmiento y Azcuénaga    | 5 de agosto |
| La Paternal       | 1 - 4 | Defensores de Almagro | Kelsey y Bonifacini      | 5 de agosto |
| Luján             | 0 - 1 | Pilar                 | Municipal de Luján       | 5 de agosto |
| Central Argentino | 5 - 2 | Porteño AC            | Central Argentino        | 6 de agosto |
| Villa Dálmine     | 3 - 1 | J.J. Urquiza          | Mitre y Puccini          | 6 de agosto |

| 9 de Julio            | 0 - 2 | Central Argentino | Isla Maciel           | 12 de agosto |
| Defensores de Almagro | 2 - 0 | Villa Dálmine     | General Lamadrid      | 12 de agosto |
| Muñiz                 | 1 - 1 | Ituzaingó         | Sarmiento y Azcuénaga | 12 de agosto |
| J.J. Urquiza          | 3 - 1 | Luján             | Kelsey y Bonifacini   | 12 de agosto |
| Pilar                 | 3 - 1 | Juventud Unida    | San Juan y Córdoba    | 12 de agosto |
| Porteño AC            | 6 - 1 | La Paternal       | Whelan y Sarmiento    | 12 de agosto |

| Villa Dálmine     | 8 - 0 | Porteño AC            | Mitre y Puccini          | 19 de agosto |
| Central Argentino | 3 - 3 | Muñiz                 | Central Argentino        | 19 de agosto |
| Ituzaingó         | 1 - 2 | Pilar                 | Pacheco y Mariano Acosta | 19 de agosto |
| Juventud Unida    | 1 - 3 | J.J. Urquiza          | Sarmiento y Azcuénaga    | 19 de agosto |
| La Paternal       | 4 - 3 | 9 de Julio            | Kelsey y Bonifacini      | 19 de agosto |
| Luján             | 0 - 1 | Defensores de Almagro | Municipal de Luján       | 19 de agosto |

| 9 de Julio            | 0 - 6 | Villa Dálmine  | Chacarita Juniors     | 26 de agosto |
| Central Argentino     | 9 - 1 | La Paternal    | Central Argentino     | 26 de agosto |
| Defensores de Almagro | 2 - 0 | Juventud Unida | General Lamadrid      | 26 de agosto |
| Muñiz                 | 2 - 5 | Pilar          | Sarmiento y Azcuénaga | 26 de agosto |
| J.J. Urquiza          | 1 - 2 | Ituzaingó      | Kelsey y Bonifacini   | 26 de agosto |
| Porteño AC            | 6 - 0 | Luján          | Whelan y Sarmiento    | 26 de agosto |

| Ituzaingó      | 1 - 3 | Defensores de Almagro | Pacheco y Mariano Acosta | 2 de septiembre |
| Juventud Unida | 0 - 3 | Porteño AC            | Sarmiento y Azcuénaga    | 2 de septiembre |
| La Paternal    | 1 - 1 | Muñiz                 | Kelsey y Bonifacini      | 2 de septiembre |
| Luján          | 0 - 2 | 9 de Julio            | Municipal de Luján       | 2 de septiembre |
| Pilar          | 1 - 2 | J.J. Urquiza          | San Juan y Córdoba       | 2 de septiembre |
| Villa Dálmine  | 8 - 0 | Central Argentino     | Mitre y Puccini          | 2 de septiembre |

| 9 de Julio            | 4 - 1 | Juventud Unida | Villa Sahores         | 9 de septiembre |
| Central Argentino     | 4 - 1 | Luján          | Central Argentino     | 9 de septiembre |
| Defensores de Almagro | 0 - 2 | Pilar          | General Lamadrid      | 9 de septiembre |
| Muñiz                 | 1 - 2 | J.J. Urquiza   | Sarmiento y Azcuénaga | 9 de septiembre |
| La Paternal           | 1 - 4 | Villa Dálmine  | Kelsey y Bonifacini   | 9 de septiembre |
| Porteño AC            | 4 - 2 | Ituzaingó      | Whelan y Sarmiento    | 9 de septiembre |

| Ituzaingó      | 6 - 0 | 9 de Julio            | Pacheco y Mariano Acosta | 16 de septiembre |
| J.J. Urquiza   | 2 - 1 | Defensores de Almagro | Kelsey y Bonifacini      | 16 de septiembre |
| Juventud Unida | 1 - 2 | Central Argentino     | Sarmiento y Azcuénaga    | 16 de septiembre |
| Luján          | 4 - 3 | La Paternal           | Municipal de Luján       | 16 de septiembre |
| Pilar          | 0 - 3 | Porteño AC            | San Juan y Córdoba       | 16 de septiembre |
| Villa Dálmine  | 2 - 1 | Muñiz                 | Mitre y Puccini          | 16 de septiembre |

| Muñiz             | 3 - 4 | Defensores de Almagro | Sarmiento y Azcuénaga | 23 de septiembre |
| Porteño AC        | 0 - 0 | J.J. Urquiza          | Whelan y Sarmiento    | 23 de septiembre |
| 9 de Julio        | 1 - 4 | Pilar                 | Villa Sahores         | 30 de septiembre |
| Central Argentino | 3 - 1 | Ituzaingó             | Central Argentino     | 30 de septiembre |
| La Paternal       | 0 - 1 | Juventud Unida        | Kelsey y Bonifacini   | 30 de septiembre |
| Villa Dálmine     | 1 - 0 | Luján                 | Mitre y Puccini       | 30 de septiembre |

| Defensores de Almagro | 0 - 2 | Porteño AC        | General Lamadrid           | 7 de octubre |
| Ituzaingó             | 4 - 0 | La Paternal       | Pacheco y Mariano Acosta   | 7 de octubre |
| J.J. Urquiza          | 6 - 0 | 9 de Julio        | Kelsey y Bonifacini        | 7 de octubre |
| Juventud Unida        | 0 - 4 | Villa Dálmine     | La Roche y Almirante Brown | 7 de octubre |
| Luján                 | 3 - 7 | Muñiz             | Municipal de Luján         | 7 de octubre |
| Pilar                 | 2 - 1 | Central Argentino | San Juan y Córdoba         | 7 de octubre |

| 9 de Julio        | 1 - 4 | Defensores de Almagro | Villa Sahores         | 14 de octubre |
| Central Argentino | 1 - 2 | J.J. Urquiza          | Central Argentino     | 14 de octubre |
| Muñiz             | 2 - 2 | Porteño AC            | Sarmiento y Azcuénaga | 14 de octubre |
| La Paternal       | 0 - 3 | Pilar                 | Kelsey y Bonifacini   | 14 de octubre |
| Luján             | 1 - 1 | Juventud Unida        | Municipal de Luján    | 14 de octubre |
| Villa Dálmine     | 6 - 1 | Ituzaingó             | Mitre y Puccini       | 14 de octubre |

| Defensores de Almagro | 4 - 3 | Central Argentino | General Lamadrid         | 21 de octubre |
| Ituzaingó             | 3 - 1 | Luján             | Pacheco y Mariano Acosta | 21 de octubre |
| J.J. Urquiza          | 4 - 0 | La Paternal       | Kelsey y Bonifacini      | 21 de octubre |
| Juventud Unida        | 2 - 2 | Muñiz             | Sarmiento y Azcuénaga    | 21 de octubre |
| Pilar                 | 0 - 2 | Villa Dálmine     | San Juan y Córdoba       | 21 de octubre |
| Porteño AC            | 5 - 0 | 9 de Julio        | Whelan y Sarmiento       | 21 de octubre |